# Герб Колы
Герб Колы — один из официальных символов города Кола Мурманской области Российской Федерации. Утверждён 15 марта 2016, внесён в Государственный геральдический регистр Российской Федерации под регистрационным номером 10949.

## Описание
Официальное описание герба:
В лазоревом поле — серебряный геральдический кит (с чешуёй и плавниками, как у рыбы), показанный настороже и бьющий хвостом, с вольной частью — четырёхугольником, примыкающим изнутри к верхнему правому углу герба города Колы с воспроизведёнными в нем фигурами из герба Мурманской области
Авторская группа — руководитель проекта Константин Мочёнов (Химки); художник и компьютерный дизайн Анна Гарсия (Москва); обоснование символики Вячеслав Мишин (Химки).

## Символика
Герб современного города Колы воссоздан на основе исторического герба. Использование исторического герба показывает бережное и заботливое отношение жителей города Колы к своему прошлому, культуре, подчёркивает неразрывную связь времён. Появление кита в гербе уездного города Кола связано с образованием в 1723 году по Указу Петра I компании Кольского китоловства, которая занималась добычей китов в северных морях.
Согласно русской мифологии («Голубиная книга»): «кит-рыба всем рыбам мати. На Китах-рыбах земля основана; когда Кит-рыба поворотится, тогда белый свет наш покончится». Кит на историческом гербе города Колы изображен в геральдической манере в виде диковинной кита-рыбы с человеческими чертами головы, придавая этим большое значение символике образа кита.
Административная принадлежность города Колы к Мурманской области отражена в гербе вольной частью с фигурами герба Мурманской области.
Лазурь — символ возвышенных устремлений, искренности, преданности, возрождения.
Серебро — символ чистоты, открытости, божественной мудрости, примирения.
Волны — символ уникального географического расположения города Колы на слиянии рек Колы и Туломы, впадающих в Кольский залив Баренцева моря.

## История

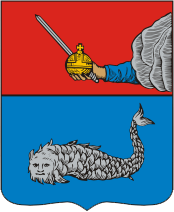
Герб 1781 года и 1990 года

2 октября 1781 года был высочайше утверждён и внесен в Полное собрание законов Российской империи герб города Колы. Таким образом, Кола стала первым городом Кольского полуострова, у которого появился свой герб. Он имел следующее описание: «В первой части щита герб Вологодский. Во второй части кит, в голубом поле. В знак того, что жители того города в ловле сих рыб упражняются». Кит в гербе Колы появился благодаря казённой компании Кольского китоловства, которая была образована в 1723 году по Указу Петра I, и занималась добычей китов в северных морях.
В 1784 году Вологодская и Архангельская губернии разделились и стали самостоятельными. Это обстоятельство нашло отражение на гербе города Колы, который продолжал оставаться в Архангельской губернии, но уже не Вологодского наместничества. На гербе Колы в первой (верхней) части появился герб Архангельска: на золотом поле летящий архангел поражает огненным мечом поверженного дьявола. Нижняя часть герба не изменилась. Точной даты утверждения этого герба не известно, но предположительно его появление относится к 1784 году.
В 1859 году составлен проект герба Колы: «В лазоревом щите серебряный кит с червлёными глазами, извергающий золотые струи воды. В вольной части герб Архангельской губернии. Щит положен на золотые лежащие накрест молотки, соединённые Александровской лентой». Проект утверждён не был.
15 марта 1925 года Постановлением Президиума ВЦИК Кола была преобразована в сельское поселение. Статус города, в соответствии с Указом Президиума Верховного Совета РСФСР, Кола получила вторично 2 августа 1965 года. В 1965 году на областном смотре художественной самодеятельности коллектив Кольского района выступал с такой эмблемой: в голубом поле изображены — плотина ГЭС, надпись «Кола», песец, шестерня, колос, в нижней части щита синий кит на белом поле. Автор эмблемы — Вячеслав Фёдорович Холмов. После смотра было предложено утвердить эту эмблему в качестве герба города Кола, но решения исполкома города об утверждении герба не было.
В 1990 году Кольский городской Совет народных депутатов через редакцию газеты «Заполярный труд» объявил конкурс на лучший герб для города Колы. Рассмотрев представленные работы Исполнительный комитет городского совета своим решением #69 от 7 августа 1991 года, постановил: «Утвердить герб города Колы в следующем изображении: Герб города представляет собой щит, вверху прямоугольник, на котором написано КОЛА и скосообразный полукруг внизу. Щит поперёк разделён на две части. Верхняя часть покрашена в красный цвет, на ней изображена рука выходящая из облаков с мечом и державой. Вторая часть герба покрашена в синий цвет. В этой части расположено древнее изображение кита».
Из-за несоответствия геральдическим правилам гербу было отказано в регистрации. После необходимой доработки был создан новый вариант герба. Современный герб утверждён решением Совета депутатов муниципального образования городское поселение Кола 15 марта 2016 года.